# 滋賀県道538号和野嶬峨線
滋賀県道538号和野嶬峨線（しがけんどう538ごう わのぎかせん）は、滋賀県甲賀市を通る一般県道である。

## 概要
甲賀市甲賀町岩室から甲賀市水口町嶬峨に至る。

### 路線データ
- 起点：甲賀市甲賀町岩室（滋賀県道24号甲賀土山線交点）
- 終点：甲賀市水口町嶬峨（滋賀県道126号相模水口線交点）
- 総延長：3.5 km

## 地理

### 通過する自治体
- 甲賀市

### 交差する道路
| 交差する道路            | 交差する場所 | 交差する場所 |
| ----------------------- | ------------ | ------------ |
| 滋賀県道24号甲賀土山線  | 甲賀町岩室   | 起点         |
| 甲賀広域農道            | 水口町和野   |              |
| 滋賀県道126号相模水口線 | 水口町嶬峨   | 終点         |

### 沿線
- 修善寺
- 西蓮寺